# Adenanthos drummondii
Adenanthos drummondii — чагарник, вид роду Аденантос (Adenanthos) родини Протейні (Proteaceae), що росте на південному узбережжі Західної Австралії. Кущ 20-100 см заввишки з червоними або жовтими суцвіттями.

## Морфологічний опис
Adenanthos drummondii — чагарник висотою до 1 м з лігнотубером. Листки розташовані пучками на верхівках гілок, глибоко сегментовані та округлі в перерізі, зазвичай 5-10 мм завдовжки, діаметром менш як 0,5 мм, з короткими притиснутими волосками. Квітка близько 12 мм завдовжки, жовтого кольору при основі, червоного – на верхівці, опушена зовні, з пучком волосків. Маточка в бутоні різко вигнута, після того, як квітка розпускається, вона стає різко вигнута при основі й майже пряма вгорі, опушена тільки біля основи, 30 мм завдовжки; зав'язь опушена короткими волосками. Цвіте в серпні-листопаді.
Відрізняється від інших аденантосів червоними та жовтими квітками, а також різко вигнутим, майже прямою маточкою під час цвітіння. Крім Adenanthos drummondii пучок волосків, що закриває горло квітки, трапляється лише в A. argyreus.

## Поширення та місця зростання
A. drummondii — ендемік Західної Австралії. Трапляється між Нью-Норча, Вонган-Хіллз та Три-Спрінгс. Росте у квонгані. Зростає в біорегіонах Ейвон-Уітбелт, піщані рівнини Джералдтон, ліси Джарра та прибережна рівнина Суон.

## Охоронний статус
Міжнародний союз охорони природи класифікує природоохоронний статус виду як "вимираючий". Виду загрожує розвиток сільського господарства та гірничодобувної промисловості в ареалі, а також інвазивні рослини та захворювання.